# Cesta do Homeriky
Cesta do Homeriky (v anglickém originále Coming to Homerica) je 21. díl 20. řady (celkem 441.) amerického animovaného seriálu Simpsonovi. Scénář napsal Brendan Hay a díl režíroval Steven Dean Moore. V USA měl premiéru dne 17. května 2009 na stanici Fox Broadcasting Company a v Česku byl poprvé vysílán 30. ledna 2010 na stanici ČT2.

## Děj
Šáša Krusty se dozví, že Krusty Burger je nejnezdravější fastfood na světě, a tak se rozhodne, že jeho stejnojmenná restaurace bude podávat přírodní, vegetariánský burger. Všem obyvatelům města nové hamburgery chutnají, ale brzy se celé město otráví zkaženým ječmenem, jenž se dostal do mlýnku a který byl vypěstován v sousedním městě Ogdenville. Následný bojkot zničí místní ječmenný průmysl a obyvatelé Ogdenville, již pocházejí z norských osadníků a jsou vykresleni jako příliš stereotypní, jsou nuceni své město opustit. 
Vysídlení Ogdenvillané se stěhují do Springfieldu, jehož obyvatelé jsou zpočátku pohostinní a najímají je jako nádeníky. Homer si najme několik Ogdenvillanů, aby mu opravili střechu, Marge si najme chůvu Ingu, aby se starala o Barta, Lízu a Maggie, a Selma si najde lásku k Thorbjørnovi, statnému blonďákovi, jenž se také rád vysmívá Homerovi. 
Po nátlaku několika ogdenvillských dětí se jim Bart úspěšně předvede na skateboardu, ale narazí do autobusu a vykloubí si pravou ruku. Marge a Homer spěchají s Bartem do nemocnice a jsou rozzuřeni, když musí čekat šest hodin, protože mnoho Ogdenvillanů bylo zraněno při práci pro Springfielďany. Rodiče odvezou Barta domů, kde mu ruku spraví sama Marge. Homer pak jde k Vočkovi, kde zjistí, že Vočko nově podává Aquavit a bar je plný Ogdenvillanů. Homer si vyžádá hrnek Aquavitu, a aniž by věděl, že obsahuje silný alkohol, je okamžitě omámen. Druhý den ráno přijde opilý do elektrárny a je na místě vyhozen. 
Starosta Joe Quimby svolá městskou schůzi, na které se rozhodne, že hranice Springfieldu by měla být pro obyvatele Ogdenville uzavřena. Náčelník Wiggum a jeho kolega Lou jsou příliš líní na to, aby hranici kontrolovali sami, a tak rozdají zbraně a pivo skupině strážců, mezi nimiž jsou Homer, Lenny a Carl. 
Po několika neúspěšných pokusech udržet Ogdenvillany mimo Springfield se strážci rozhodnou postavit zeď. Marge se nejprve domnívá, že zeď odporuje hodnotám tolerance, které učila jejich děti, ale změní názor, když Maggie vysloví germánské slovo „ja“ (což znamená „ano“). Obyvatelé Springfieldu si najmou dělníky z Ogdenville, aby jim se stavbou zdi pomohli, protože sami ji postavit nemohou. Jak stavba postupuje, obyvatelé obou obcí zjišťují, že jejich podobnosti převažují nad rozdíly. Jakmile je zeď dokončena, obyvatelé Springfieldu si uvědomí, že jim chybí jejich sousedé, a tak se Ogdenvillané vracejí dveřmi, které ve zdi postavili. Policie přijíždí s hudbou, aby zahájila večírek pro všechny přítomné, a epizoda končí zobrazením norské vlajky.

## Přijetí
Tento díl vidělo 5,86 milionu diváků.
Robert Canning z IGN ohodnotil epizodu kladně, když řekl, že „pomineme-li vratký konec, příběh se vyvíjel dobře a epizoda byla plná vtipných momentů“. Dále uvedl, že „vtipná, chytrá a zábavná Cesta do Homeriky byla skvělým způsobem, jak zakončit celkově pozitivní řadu“.
Mac McEntire ze serveru TV Verdict.com hodnotil epizodu smíšeně: „Další řada Simpsonových se blíží ke konci, a to epizodou, která jde nahoru a dolů. První polovina dílu je mnohem silnější, co se týče smíchu a obsahu, než druhá polovina, zejména poněkud uspěchaný závěr.“.